# Ludwik Romaniak
Ludwik Romaniak (ur. 20 czerwca 1930 w Markuszowej, zm. 9 lipca 1990 w Sanoku) – polski nauczyciel biologii, działacz polityczny i społeczny.

## Życiorys
Urodził się 20 czerwca 1930 w Markuszowej. Pochodził z rodziny rolniczej, był synem Stanisława i Katarzyny z domu Odój. Naukę odbywał w Publicznej Szkole Powszechnej I stopnia, po wybuchu II wojny światowej w ramach tajnego nauczania i zakończył w 1944. Następnie od tegoż roku kontynuował edukację w Łańcucie – w tamtejszym Państwowym Liceum i Gimnazjum Ogólnokształcącym im. Henryka Sienkiewicza i Państwowym Liceum Administracyjno-Gospodarczym, które ukończył w 1951 uzyskując tytuł technika administracji gospodarczej. Od 1951 do 1954 odbył studia I stopnia na Wydziale Geograficzno-Biologicznym Państwowej Wyższej Szkole Pedagogicznej w Krakowie, otrzymując uprawnienia nauczyciela biologii. Od 1954 pracował jako nauczyciel biologii w Liceum w Czudcu w swoich rodzinnych stronach. Jednocześnie wykładał ten przedmiot w Studium Nauczycielskim w Rzeszowie. Równolegle w 1956 podjął uzupełniające studia II stopnia na Wydziale Biologii i Nauk o Ziemi Uniwersytetu Jagiellońskiego, które ukończył w 1960 uzyskując dyplom magistra na podstawie pracy pt. Uczenie się myszy białych w labiryntach tego samego typu, różniących się wielkością. Po przeprowadzce do Sanoka, w 1961 został nauczycielem biologii w tamtejszej Szkole Żeńskiej Stopnia Podstawowego i Licealnego (późniejsze II Liceum Ogólnokształcące), początkowo prowadziąc też lekcje przysposobienia obronnego). Po 1970 został zastępcą dyrektora II LO, Stanisława Obary, pełniąc tę funkcję przez 12 lat. W 1984 przeszedł na emeryturę. Od tego czasu do końca życia prowadził w szkole lekcje w niepełnym etacie.
Został działaczem Ligi Ochrony Przyrody, w tym prezesem zarządu miejskiego LOP w Sanoku i wiceprezesem oddziału wojewódzkiego. Od 1954 należał do Związku Nauczycielstwa Polskiego. Od 1962 do 1990 był członkiem Stronnictwa Demokratycznego. W ramach partii był przewodniczącym koła nauczycielskiego, sekretarzem i od 1974 przewodniczącym Miejskiego Komitetu, członkiem plenum Wojewódzkiego Komitetu, 28 listopada 1988 został wybrany na wiceprzewodniczącego MK SD w Sanoku. Był radnym Miejskiej Rady Narodowej (MRN): wybierany w 1978 (w tej kadencji był inicjatorem powołania Miejskiego Komitetu Kontroli Społecznej, w 1979 przewodniczył sesji rady, był członkiem jej prezydium), w 1984 (został zastępcą przewodniczącego MRN), w 1988.
W czerwcu 1987 został członkiem sądu koleżeńskiego Towarzystwa Rozwoju i Upiększania Miasta Sanoka. Był inicjatorem ustanowienia tablicy pamiątkowej dla uczczenia 50. rocznicy powstania Stronnictwa Demokratycznego (partii politycznej założonej 15 kwietnia 1939), umieszczonej i odsłoniętej 2 maja 1989 na fasadzie budynku tzw. „Beskidu” przy ulicy Tadeusza Kościuszki 22 w Sanoku, w którym siedzibę miał Miejski Komitet SD w Sanoku.
Zmarł 9 lipca 1990 w Sanoku. Został pochowany na Cmentarzu Centralnym w Sanoku. Podczas obchodów 50-lecia sanockiego II LO 2 kwietnia 1996 imieniem Ludwika Romaniaka nazwano pracownię biologiczną w sali nr 30 szkoły. Jego żoną była Jadwiga z domu Iwańczyk (1932–2013). Miał syna Andrzeja (historyk) i córkę Ewę Filip (pedagog, wychowawca w internacie II LO Sanoku, prezes Stowarzyszenia Opieki nad Starymi Cmentarzami w Sanoku).

## Odznaczenia
- Krzyż Kawalerski Orderu Odrodzenia Polski
- Złoty Krzyż Zasługi
- Medal 40-lecia Polski Ludowej (1984)[21]
- Medal Komisji Edukacji Narodowej
- Złota Odznaka ZNP
- Złota Odznaka Honorowa Ligi Ochrony Przyrody
- Odznaka „Zasłużony dla województwa rzeszowskiego”
- Odznaka „Zasłużony dla województwa krośnieńskiego”
- Odznaka „Zasłużony dla Sanoka” (1982)[22]
- Odznaka „Zasłużonemu Działaczowi Stronnictwa Demokratycznego”
- Wpis do „Księgi zasłużonych dla województwa krośnieńskiego” (1987)[23][24]
- Medal 50-lecia Stronnictwa Demokratycznego (1988)[25]
- Odznaka „Zasłużony Bieszczadom” (leg. nr 7073)
- Złota Odznaka Olimpiady Biologicznej
- Wyróżnienie przyznane przez Komitet Główny Olimpiady Biologicznej (1982)[26]

## Galeria

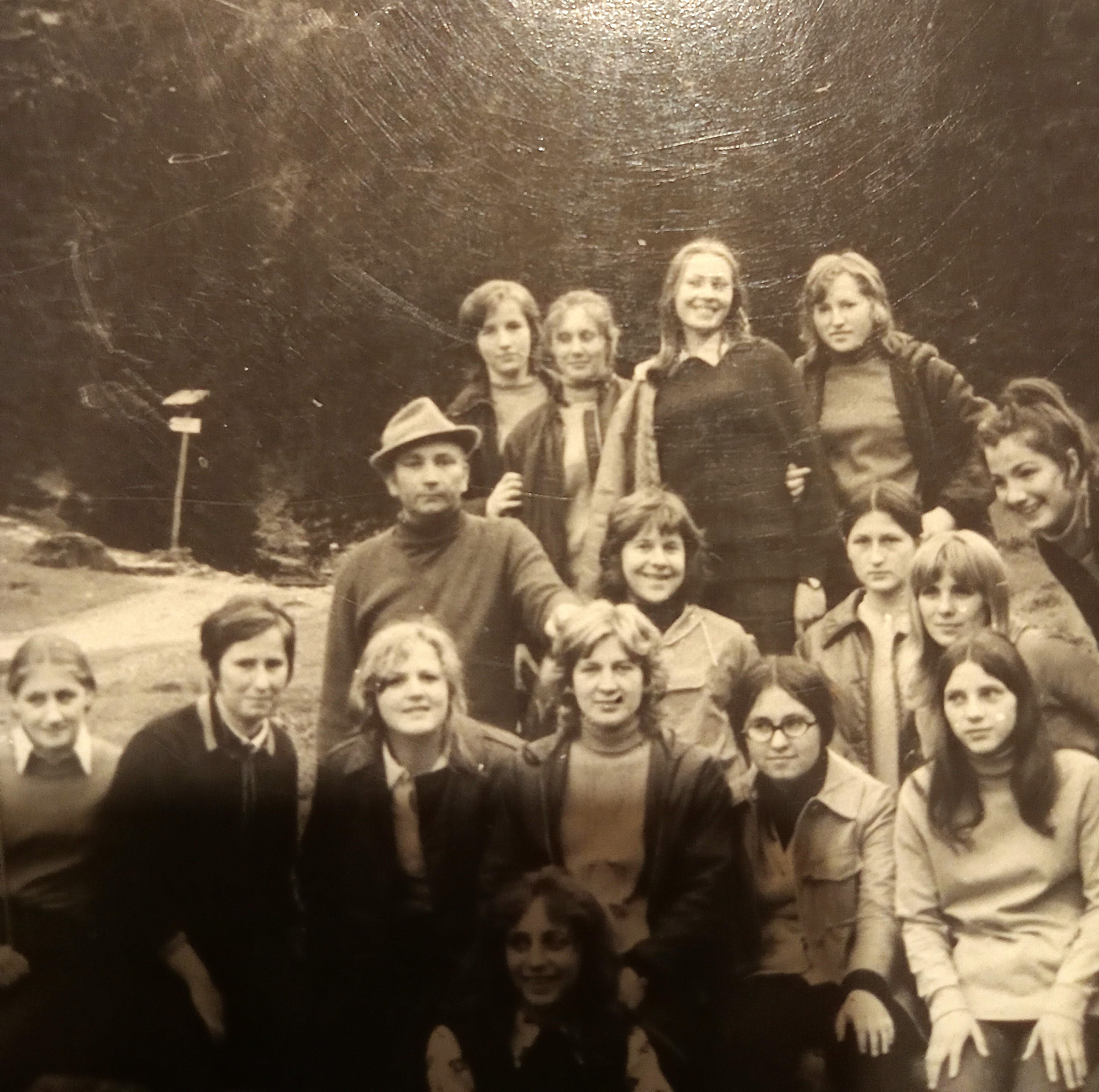
Ludwik Romaniak na wycieczce klasowej w Zakopanem (1972)
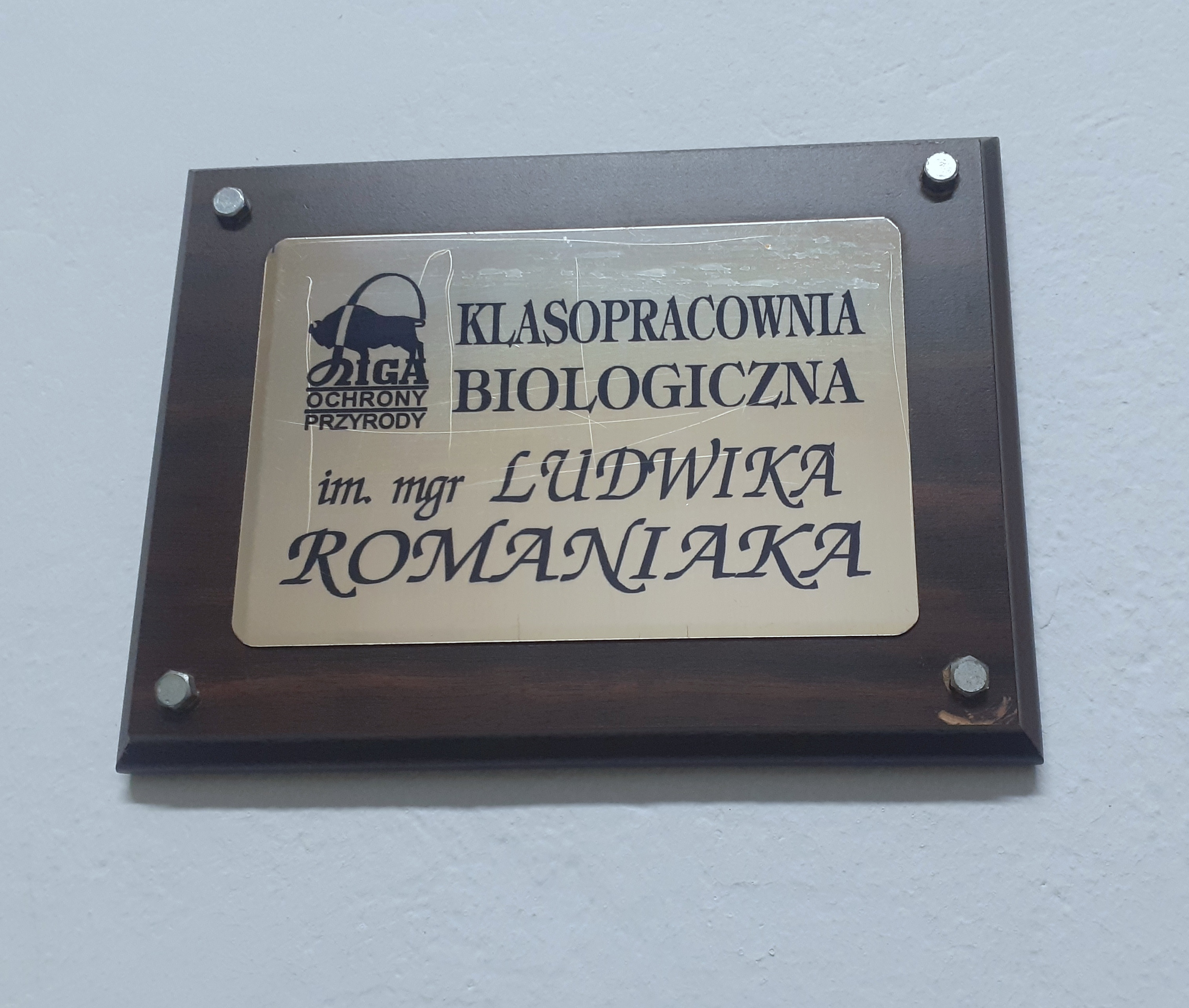
Klasopracownia biologiczna im. Ludwika Romaniaka w sanockim II LO
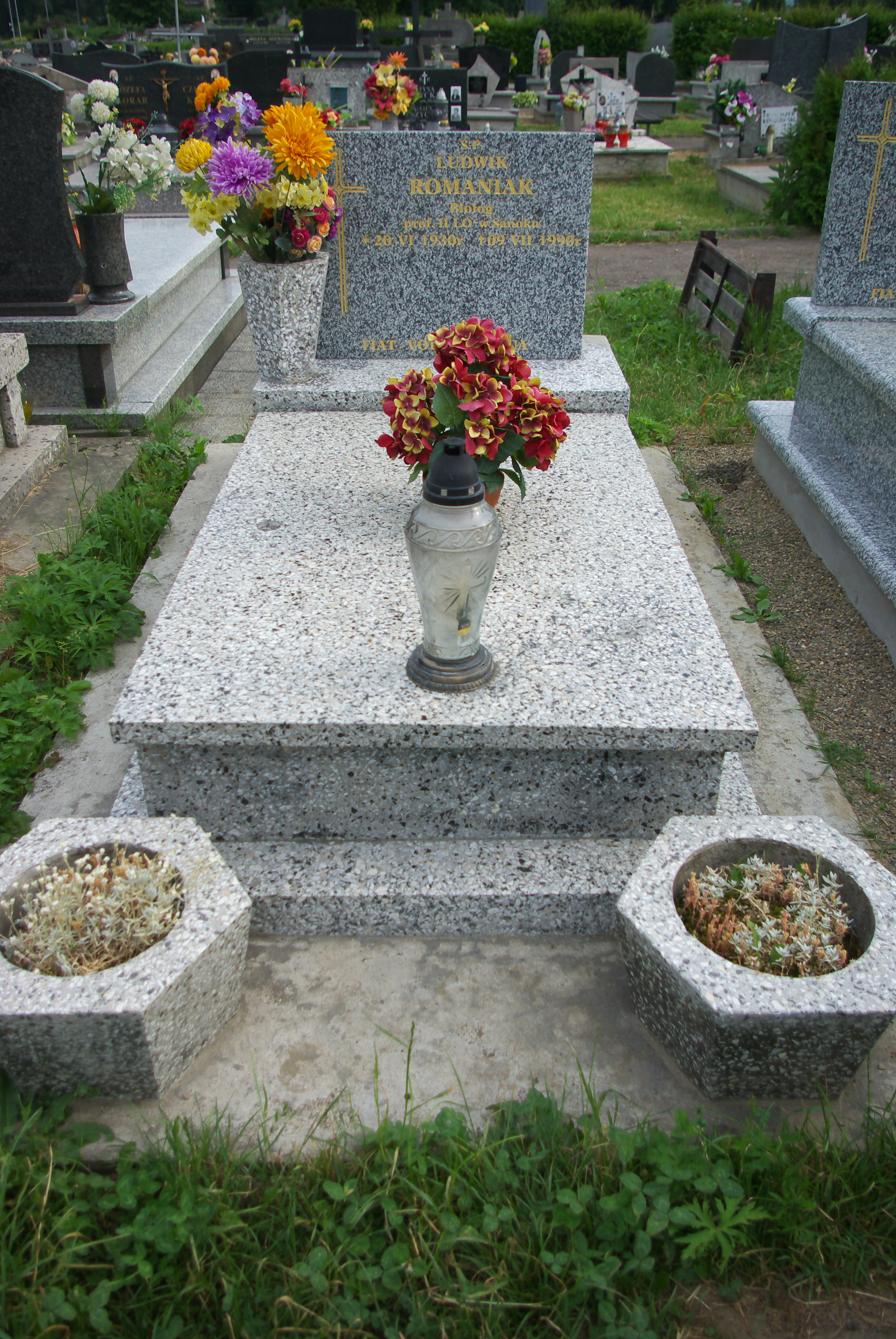
Nagrobek Ludwika i Jadwigi Romaniaków